# Now (album de Shania Twain)
Pour les articles homonymes, voir Now.
Albums de Shania Twain
Greatest Hits
(2004) Queen of Me
(2023)
Now est le cinquième album studio de la chanteuse canadienne Shania Twain publié le 29 septembre 2017 par Mercury Nashville. 
L'album est produit par Twain aux côtés de Ron Aniello, Jake Gosling, Jacquire King et Matthew Koma. Après une voix de chant gravement affaiblie causée par la maladie de Lyme et la dysphonie, Twain s'est retirée de la scène en 2004 et a commencé une interruption indéfinie de la musique, et à un moment, elle n'était pas sûre de pouvoir chanter à nouveau.  Après une réhabilitation vocale intense et une résidence de concerts à Las Vegas, Shania: Still the One, elle commence à planifier un nouvel album studio en 2013. Écrit entièrement par Twain, Now est son premier album studio dans lequel elle assume un rôle à part entière dans sa production, coproduisant chaque piste, et est son premier album depuis son premier album studio de 1993 à ne pas être co-écrit avec ou produit par Robert John Mutt Lange, son ex-mari.

## Performance
Now fait ses débuts à la première place des charts au Royaume-Uni, devenant son deuxième album en tête du classement des albums britanniques après Come On Over. Il est également entré en première position en Australie, devenant son troisième album après Come On Over and Up!

## Liste des titres
Toutes les chansons sont écrites et composées par Shania Twain.
| Standard edition | Standard edition             | Standard edition                 | Standard edition | Standard edition | Standard edition | Standard edition | Standard edition | Standard edition | Standard edition |
| No               | Titre                        | Producer(s)                      | Durée            |                  |                  |                  |                  |                  |                  |
| ---------------- | ---------------------------- | -------------------------------- | ---------------- | ---------------- | ---------------- | ---------------- | ---------------- | ---------------- | ---------------- |
| 1.               | Swingin' with My Eyes Closed | - Shania Twain - Ron Aniello     | 3:33             |                  |                  |                  |                  |                  |                  |
| 2.               | Home Now                     | - Twain - Aniello - Matthew Koma | 3:21             |                  |                  |                  |                  |                  |                  |
| 3.               | Light of My Life             | - Twain - Jake Gosling           | 3:36             |                  |                  |                  |                  |                  |                  |
| 4.               | Poor Me                      | - Twain - Gosling                | 3:21             |                  |                  |                  |                  |                  |                  |
| 5.               | Who's Gonna Be Your Girl     | - Twain - Aniello - Koma         | 4:13             |                  |                  |                  |                  |                  |                  |
| 6.               | More Fun                     | - Twain - Jacquire King          | 3:38             |                  |                  |                  |                  |                  |                  |
| 7.               | I'm Alright                  | - Twain - Aniello                | 3:51             |                  |                  |                  |                  |                  |                  |
| 8.               | Roll Me on the River         | - Twain - Aniello - Koma         | 3:06             |                  |                  |                  |                  |                  |                  |
| 9.               | We Got Something They Don't  | - Twain - King                   | 3:28             |                  |                  |                  |                  |                  |                  |
| 10.              | You Can't Buy Love           | - Twain - Gosling                | 2:39             |                  |                  |                  |                  |                  |                  |
| 11.              | Life's About to Get Good     | - Twain - Aniello - Koma         | 3:40             |                  |                  |                  |                  |                  |                  |
| 12.              | Soldier                      | - Twain - King - Riley           | 2:59             |                  |                  |                  |                  |                  |                  |
| 41:25            |                              |                                  |                  |                  |                  |                  |                  |                  |                  |

| Deluxe edition | Deluxe edition                  | Deluxe edition               | Deluxe edition | Deluxe edition | Deluxe edition | Deluxe edition | Deluxe edition | Deluxe edition | Deluxe edition |
| No             | Titre                           | Producer(s)                  | Durée          |                |                |                |                |                |                |
| -------------- | ------------------------------- | ---------------------------- | -------------- | -------------- | -------------- | -------------- | -------------- | -------------- | -------------- |
| 8.             | Let's Kiss and Make Up          | - Twain - Aniello - Dan Book | 3:59           |                |                |                |                |                |                |
| 9.             | Where Do You Think You're Going | - Twain - Aniello            | 3:22           |                |                |                |                |                |                |
| 10.            | Roll Me on the River            | - Twain - Aniello - Koma     | 3:06           |                |                |                |                |                |                |
| 11.            | We Got Something They Don't     | - Twain - King               | 3:28           |                |                |                |                |                |                |
| 12.            | Because of You                  | - Twain - Gosling            | 3:47           |                |                |                |                |                |                |
| 13.            | You Can't Buy Love              | - Twain - Gosling            | 2:39           |                |                |                |                |                |                |
| 14.            | Life's About to Get Good        | - Twain - Aniello - Koma     | 3:40           |                |                |                |                |                |                |
| 15.            | Soldier                         | - Twain - King - Riley       | 2:59           |                |                |                |                |                |                |
| 16.            | All in All                      | - Twain - King               | 3:43           |                |                |                |                |                |                |
| 56:16          |                                 |                              |                |                |                |                |                |                |                |